# Horninghold
Horninghold is een civil parish in het bestuurlijke gebied Harborough, in het Engelse graafschap Leicestershire.